# Rhitymna simoni
Rhitymna simoni är en spindelart som beskrevs av Jäger 2003. Rhitymna simoni ingår i släktet Rhitymna och familjen jättekrabbspindlar. Inga underarter finns listade i Catalogue of Life.